# Theobald Smith
Theobald Smith (31 de julio de 1859 – 10 de diciembre de 1934) fue un epidemiólogo y patólogo pionero estadounidense. Es reconocido como uno de los primeros científicos e investigadores médicos norteamericanos de renombre internacional.

## Educación
Smith nació en Albany, Nueva York, y obtuvo su doctorado (PhD) de la Universidad de Cornell en 1881. En 1883 obtuvo su título de médico del Albany Medical College. Luego de graduarse de la escuela de medicina, Smith se desempeñó en varios puestos como asistente de laboratorio médico. Luego de cierto apoyo por sus antiguos profesores, Smith consiguió, en diciembre de 1883, un puesto como asistente de investigación en la División Veterinaria del Departamento de Agricultura de Estados Unidos, en Washington D. C..

## Investigaciones
En 1934 Smith asumió como inspector del recientemente creado Bureau of Animal Industry (BAI). El BAI había sido creado por el Congreso para combatir un amplio espectro de enfermedades de origen animal, desde enfermedades infecciosas del cerdo a neumonía bovina, fiebre del ganado de Tejas al muermo. Smith trabajó bajo las órdenes del veterinario Daniel E. Salmon, jefe del BAI.
Luego de dos años de estudiar la eficacia de la vacunación bacterial en cerdos, Smith creía erróneamente que había descubierto el agente que causaba el cólera del cerdo.
Smith se dedicó a estudiar la fiebre de Texas, una enfermedad que debilita al ganado. En 1889, junto con el veterinario F. L. Kilbourne, descubrió la Babesia bigemina, el parásito protozoo transmitido por la garrapata que es responsable de la fiebre de Texas. Esta fue la primera vez que un artrópodo había sido asociado en forma definitiva con la transmisión de una enfermedad infecciosa y presagiaba el descubrimiento eventual de insectos como vectores importantes en varias enfermedades (véase fiebre amarilla, malaria).
Smith también enseñó en la Columbian University en Washington D. C. (actualmente George Washington University) desde 1886–1895, fundando el departamento de bacteriología de la universidad. En 1887, Smith comenzó investigaciones sobre la sanidad del agua en sus ratos libres, investigando los niveles de contaminación fecal coliforme en el río Potomac. A lo largo de los cinco años subsiguientes, Smith amplió sus estudios incluyendo al río Hudson y sus afluentes.
Aunque el trabajo de Smith en el BAI había sido muy productivo, se sentía abrumado por la burocracia del gobierno y la falta de liderazgo de su supervisor. En 1895 Smith se mudó a Cambridge, Massachusetts, donde aceptó un doble nombramiento: desempeñarse como profesor de patología comparada en la Universidad de Harvard y dirigir el laboratorio de patología en el Massachusetts State Board of Health.